# Frank van IJsselstein van den Bossche
Frank van IJsselstein van den Bossche (Rhenen, ca. 1423 - voor 1490) was een zoon van Herbaren van IJsselstein van den Bossche (ca. 1380-) heer van Bossche en Uitermeer in 1400 beleend met rente te Hazerswoude en in 1405 beleend met Ankeveen en in 1411 baljuw van Medemblik en Johanna van Haamstede burggravin van Zeeland en vrouwe van Haamstede. 
Van IJsselstein van den Bossche is in opvolging van zijn vader heer van Bossche. Hij wordt in 1455 genoemd als schepen van Utrecht. Zijn moeder was een dochter van Floris III van Haamstede (1370-1431) de zevende en laatste burggraaf van Zeeland en heer van Haamstede en Johanna van Borssele.
Zijn zwager Gerrit Zoudenbalch (1431-1483) neemt zijn functie als schepen waar vanaf 1479. 
Hij trouwde met Aleid II Zoudenbalch (ca. 1425-). Zij was een dochter uit het eerste huwelijk van Hubert Zoudenbalch.
Uit zijn huwelijk werd geboren:
- Hadewich van IJsselstein. Zij trouwde in 1472 met Adriaan Freys van Kuinre (-1477) heer van Wilp. Hij was een zoon van Evert Hendricksz Freys van Dolre (-na 1463) van 1426 tot 1443 heer van Ubbelschoten in het Eemland en Aleid van Kuinre (ca. 1425-1505) vrouwe van Urk en Emmelwaard.
- Herberen van Amstel van IJsselstein

Van IJsselstein van den Bossche is als nazaat van Gijsbrecht van IJsselstein verwant aan Beatrix der Nederlanden.